# Beaulon
Beaulon est une commune française située dans le département de l'Allier, en région Auvergne-Rhône-Alpes.

## Géographie

### Localisation
Beaulon est située au nord-est du département de l'Allier, en bordure de la Loire.
Sept communes sont limitrophes, dont deux avec le département limitrophe de Saône-et-Loire :
| Paray-le-Frésil  | Garnat-sur-Engièvre  |                                        |
| Chevagnes        | Beaulon              | Bourbon-Lancy (Saône-et-Loire)         |
| Thiel-sur-Acolin | Dompierre-sur-Besbre | Saint-Aubin-sur-Loire (Saône-et-Loire) |

### Climat
Pour des articles plus généraux, voir Climat d'Auvergne-Rhône-Alpes et Climat de l'Allier.
En 2010, le climat de la commune est de type climat océanique dégradé des plaines du Centre et du Nord, selon une étude du CNRS s'appuyant sur une série de données couvrant la période 1971-2000. En 2020, Météo-France publie une typologie des climats de la France métropolitaine dans laquelle la commune est exposée à un climat océanique altéré et est dans la région climatique Centre et contreforts nord du Massif Central, caractérisée par un air sec en été et un bon ensoleillement.
Pour la période 1971-2000, la température annuelle moyenne est de 11,2 °C, avec une amplitude thermique annuelle de 16,9 °C. Le cumul annuel moyen de précipitations est de 775 mm, avec 11,8 jours de précipitations en janvier et 7,1 jours en juillet. Pour la période 1991-2020, la température moyenne annuelle observée sur la station météorologique de Météo-France la plus proche, sur la commune de Diou à 9 km à vol d'oiseau, est de 12,1 °C et le cumul annuel moyen de précipitations est de 818,9 mm,. Pour l'avenir, les paramètres climatiques de la commune estimés pour 2050 selon différents scénarios d'émission de gaz à effet de serre sont consultables sur un site dédié publié par Météo-France en novembre 2022.

## Urbanisme

### Typologie
Au 1er janvier 2024, Beaulon est catégorisée commune rurale à habitat dispersé, selon la nouvelle grille communale de densité à 7 niveaux définie par l'Insee en 2022.
Elle est située hors unité urbaine. Par ailleurs la commune fait partie de l'aire d'attraction de Moulins, dont elle est une commune de la couronne,. Cette aire, qui regroupe 64 communes, est catégorisée dans les aires de 50 000 à moins de 200 000 habitants,.

### Occupation des sols

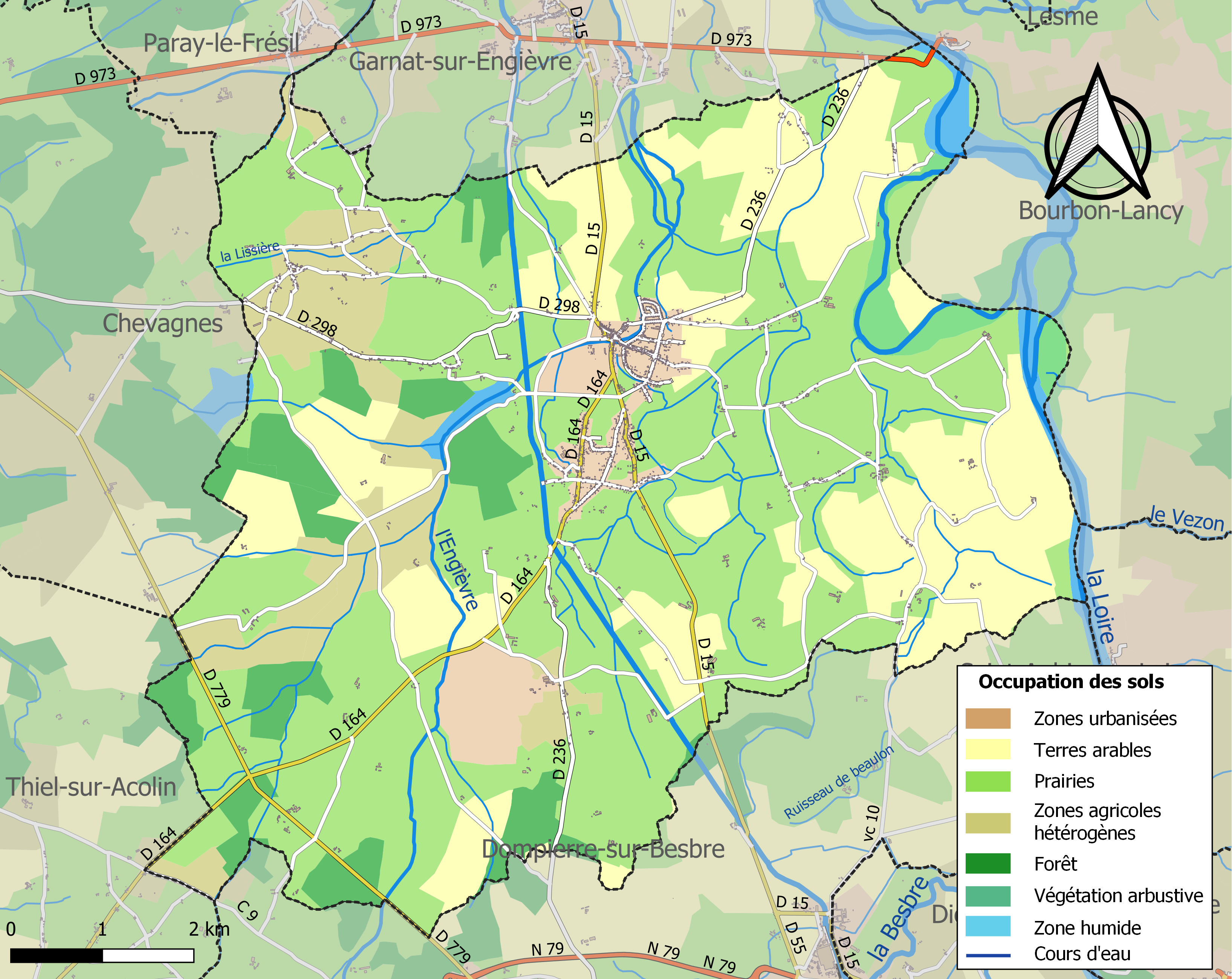
Carte des infrastructures et de l'occupation des sols de la commune en 2018 (CLC).

L'occupation des sols de la commune, telle qu'elle ressort de la base de données européenne d’occupation biophysique des sols Corine Land Cover (CLC), est marquée par l'importance des territoires agricoles (84,6 % en 2018), en diminution par rapport à 1990 (86,8 %). La répartition détaillée en 2018 est la suivante : prairies (52 %), terres arables (23,7 %), zones agricoles hétérogènes (8,9 %), forêts (7,4 %), zones urbanisées (2,2 %), mines, décharges et chantiers (1,9 %), milieux à végétation arbustive et/ou herbacée (1,8 %), eaux continentales (1,5 %), espaces verts artificialisés, non agricoles (0,7 %).
L'IGN met par ailleurs à disposition un outil en ligne permettant de comparer l'évolution dans le temps de l'occupation des sols de la commune (ou de territoires à des échelles différentes). Plusieurs époques sont accessibles sous forme de cartes ou photos aériennes : la carte de Cassini (XVIIIe siècle), la carte d'état-major (1820-1866) et la période actuelle (1950 à aujourd'hui).

### Voies de communication et transports
Le territoire communal est traversé par les routes départementales 15 (reliant Gannay-sur-Loire à Dompierre-sur-Besbre), 164 (reliant le centre du village à Thiel-sur-Acolin), 236 (reliant le nord-est de la commune, sur la RD 973, à Dompierre-sur-Besbre par le lieu-dit du Caillou Blanc) et 298 (vers l'ouest en direction de Chevagnes).

## Toponymie
Le nom Beaulon est issu du latin bedelo qui donnera aussi bedeau signifiant « huissier, portier ou gardien ».

## Politique et administration

### Découpage territorial
La commune de Beaulon est membre de la communauté de communes Entr'Allier Besbre et Loire, un établissement public de coopération intercommunale (EPCI) à fiscalité propre créé le 1er janvier 2017 dont le siège est à Varennes-sur-Allier. Ce dernier est par ailleurs membre d'autres groupements intercommunaux.
Sur le plan administratif, elle est rattachée à l'arrondissement de Vichy, au département de l'Allier et à la région Auvergne-Rhône-Alpes. Sur le plan électoral, elle dépend du  canton de Dompierre-sur-Besbre pour l'élection des conseillers départementaux, depuis le redécoupage cantonal de 2014 entré en vigueur en 2015, et de la première circonscription de l'Allier  pour les élections législatives, depuis le dernier découpage électoral de 2010.
Par arrêté préfectoral du 2 janvier 2024, la commune est retirée le 1er janvier 2024 de l'arrondissement de Moulins et rattachée à l'arrondissement de Vichy.

### Administration municipale
| Période                                  | Période          | Identité         | Étiquette | Qualité |
| ---------------------------------------- | ---------------- | ---------------- | --------- | --- |
| Les données manquantes sont à compléter. |                  |                  |           | |
| mars 2001                                | 2025 (démission) | Alain Lognon     | PCF       | Agriculteur Conseiller général du canton de Chevagnes (2007-2015) Vice-président du conseil général Conseiller départemental du canton de Dompierre-sur-Besbre (2015-2021) |
| 12 mai 2025                              | En cours         | Dominique Martin |           | |

## Population et société

### Démographie
Les habitants de la commune sont appelés les Beaulonnais et les Beaulonnaises.
L'évolution du nombre d'habitants est connue à travers les recensements de la population effectués dans la commune depuis 1793. Pour les communes de moins de 10 000 habitants, une enquête de recensement portant sur toute la population est réalisée tous les cinq ans, les populations de référence des années intermédiaires étant quant à elles estimées par interpolation ou extrapolation. Pour la commune, le premier recensement exhaustif entrant dans le cadre du nouveau dispositif a été réalisé en 2008.

En 2022, la commune comptait 1 640 habitants, en évolution de −1,44 % par rapport à 2016 (Allier : −1,38 %, France hors Mayotte : +2,11 %).
| 1793  | 1800  | 1806  | 1821  | 1831  | 1836  | 1841  | 1846  | 1851  |
| ----- | ----- | ----- | ----- | ----- | ----- | ----- | ----- | ----- |
| 1 308 | 1 228 | 1 254 | 1 408 | 1 472 | 1 633 | 1 583 | 1 697 | 1 729 |

| 1856  | 1861  | 1866  | 1872  | 1876  | 1881  | 1886  | 1891  | 1896  |
| ----- | ----- | ----- | ----- | ----- | ----- | ----- | ----- | ----- |
| 1 833 | 1 826 | 1 972 | 2 214 | 2 342 | 2 443 | 2 554 | 2 687 | 2 661 |

| 1901  | 1906  | 1911  | 1921  | 1926  | 1931  | 1936  | 1946  | 1954  |
| ----- | ----- | ----- | ----- | ----- | ----- | ----- | ----- | ----- |
| 2 533 | 2 525 | 2 368 | 2 000 | 1 948 | 1 944 | 1 962 | 1 876 | 1 821 |

| 1962  | 1968  | 1975  | 1982  | 1990  | 1999  | 2006  | 2008  | 2013  |
| ----- | ----- | ----- | ----- | ----- | ----- | ----- | ----- | ----- |
| 1 757 | 1 738 | 1 767 | 1 768 | 1 744 | 1 560 | 1 600 | 1 612 | 1 661 |

| 2018  | 2022  | - | - | - | - | - | - | - |
| ----- | ----- | - | - | - | - | - | - | - |
| 1 638 | 1 640 | - | - | - | - | - | - | - |

### Enseignement
Beaulon dépend de l'académie de Clermont-Ferrand. Elle gère une école maternelle et une école élémentaire publiques.
Les élèves poursuivent leur scolarité au collège de Dompierre-sur-Besbre puis dans les lycées de Moulins (Banville) ou Yzeure (Jean-Monnet).

### Associations
- Associations sportives et culturelles, clubs sportifs
- Deux troupes de théâtre.

## Économie
- Commerces de proximité.

## Culture locale et patrimoine

### Lieux et monuments
- Le château de Beaulon est classé monument historique. Il est le principal site touristique de la commune de Beaulon (il n'est pas ouvert au public, mais dispose d'un gîte), avec le canal et la « maison de bois » située sur la place du Marché, au centre du village.
- Le Musée rural de la Sologne bourbonnaise (labellisé Musée de France) : outillage d'artisans et de cultivateurs, objets de la vie communale et paroissiale, matériel de l'écolier, cuisine, etc.
- Le pont du Fourneau franchit la Loire par la RD 973 en direction de Bourbon-Lancy.
- La butte de Mont au cœur du bois du même nom est semble-t-il une ancienne motte féodale qui renfermerait, selon les légendes locales, la vouivre, grand serpent-lézard mythologique, qui ne sortirait qu'une fois par an pour s'abreuver dans l'étang de Mons. Sa tanière serait l'écrin d'un trésor fabuleux dont personne n'a pu ramener la moindre piécette.
- Église Saint-Privat de Beaulon.